# Condado de Pallars
El condado de Pallars (o Pallás) fue uno de los existentes en el territorio que, durante la primera mitad del siglo IX, algunos cronistas de la corte carolingia denominaron Marca Hispánica.
Este condado se encontraba situado en la cuenca alta del Noguera Pallaresa, entre la cresta del Pirineo y la población de Tremp, incluyendo el Valle de Àneu, el Valle de Cardós y el Valle Ferrera, así como la ribera izquierda del río Noguera Ribagorzana y el valle del Flamicell.
En el siglo IX pertenecía a los condes de Tolosa, hasta que en 872 se independizaron de estos.
A la muerte de Suniario I (1010/11) se separó en dos dinastías: los descendientes de Guillermo Suniario regirían el Pallars alto (sobirà) y los de su hermano Ramón Suniario, el Pallars bajo (iussà). Desde entonces, políticamente se constituyó en dos condados: el Pallars alto (sobirà) y Pallars bajo (iussà).
En el siglo XII aparece en la órbita aragonesa de Alfonso I de Aragón, el cual reinaría también en los territorios vecinos del Valle de Arán y Urgel.

## El dominio tolosano
A principios del siglo IX, el conde Guillermo I de Tolosa conquistó los territorios del Pallars y Ribagorza a los árabes, y los incorporó al condado de Tolosa, con el que formó una unidad administrativa.
En el Pallars y la Ribagorza, los condes de Tolosa actuaron como un poder prácticamente soberano; así, otorgó unos privilegios a los monasterios de la región muy parecidos a los concedidos por la corte carolingia. Bajo dominio tolosano se fundaron los monasterios de Gerri, en el valle del Noguera Pallaresa, de Senterada, en el Flamicell, y de Alaó, en el Noguera Ribagorzana. Por su parte, mediante la expedición de un precepto, Carlomagno incluyó el Pallars y la Ribagorza dentro del obispado de Urgel.
En el año 806, Guillermo I de Tolosa abdicó y se hizo monje; sus sucesores fueron Begón de Tolosa (806-816) y Berenguer de Tolosa (816-835)

## La independencia de Pallars y Ribagorza
El dominio del Pallars y Ribagorza por los condes de Tolosa era rechazado por los clanes aristocráticos locales. De este modo, en el año 833, Aznar Galíndez, conde de Urgel y Cerdaña, se apoderó de estos pagi, sustrayéndolos así al dominio tolosano; gracias a los sentimientos indigenistas, Aznar Galíndez, a pesar de haber perdido Urgel y Cerdaña, concedidos en el año 834 a Sunifredo I por Luis el Piadoso, consiguió resistir en el Pallars y la Ribagorza hasta el año 844, cuando lo expulsó el conde Fredo I de Tolosa.
El sentimiento indigenista continuó a pesar de todo; en el 872, el condado de Tolosa sufrió una crisis de poder a raíz del asesinato del conde Bernardo II de Tolosa por fieles de Bernardo Plantapilosa, reconocido después como conde por Carlos el Calvo. Entonces, un noble local, Ramón I de Pallars-Ribagorza, aprovechó para independizar los territorios del condado al sur del Pirineo y crear una saga condal propia.
Ramón I de Pallars-Ribagorza (872-920) era hijo del conde Lope de Bigorra y biznieto de Lope Centulo, nombrado en el año 818 duque de los vascos, pueblo predominante en las zonas interiores del Pirineo. Para consolidar su independencia, Ramón I procuró constituir un obispado propio al Pallars, conseguido gracias a las intrigas de Esclua, y encontrar aliados contra los condes de Tolosa, que aspiraban a recuperar el dominio sobre los sus territorios al sur del Pirineo; por eso, el conde de Pallars-Ribagorza buscó influir en los estados vecinos: en Navarra, intervino en el año 905 en el golpe de Estado que entronizó a su sobrino Sancho Garcés I; y en Zaragoza estrechó vínculos con los Banu Qasi. Asimismo, en el año 904, el miembro de los Banu Qasi Lope ibn Muhámad, rompiendo con la orientación seguida por su padre, dirigió un ataque contra Pallars y Ribagorza; posteriormente, una nueva expedición, dirigida, en el año 907, por al-Tawil de Huesca, se apoderó en Ribagorza de Roda y Montpedrós; por eso, el conde tuvo que abandonar la política de entendimiento con los musulmanes.
A la muerte de Ramón I (920), sus dominios se repartieron entre los sus hijos: Miró y Bernardo Unifredo rigieron la Ribagorza, Isarn y Lope cogobernaron el Pallars.

## La dinastía de Pallars
Isarn I de Pallars (920–948) sólo dejó un hijo, Guillermo, que murió soltero, mientras que Lope I de Pallars (920–963) se casó con Gotruda, hija de Miró II de Cerdaña, y la dinastía pallaresa se integró, entonces, al tronco de los descendientes de Wifredo el Velloso. En el 963, Pallars aparece regido por los hijos de este matrimonio, Ramón II de Pallars, Borrell I y Suniario I, primos hermanos de Bernardo Tallaferro de Besalú y de Wifredo II de Cerdaña. A la muerte de Suniario I (1011), que había sobrevivido a sus hermanos, el condado pasó en cogobierno a sus dos hijos, los cuales, no obstante, se lo dividieron quedándose Ramón III (1011–1047) el Pallars Jussá y Guillermo II (1011–1035) el Pallars Sobirá, una división que la evolución histórica posterior convertiría en definitiva; por tanto, el antiguo condado de Pallars quedó escindido en dos: el condado de Pallars Jussá y el condado de Pallars Sobirá.

## Incorporación a la Corona de Aragón
El Pallars Jussà pasó a manos del rey Alfonso II de Aragón en 1193, vinculándose desde entonces el condado al marquesado de Lérida y a su diócesis, como también lo hizo el Pallars Sobirá. Así, los dos condados quedaron definitivamente incorporados a la Corona de Aragón en el siglo XII y posteriormente en el siglo XIV al principado de Cataluña, dentro de la veguería de Lérida y Pallars. Antes de los Decretos de Nueva Planta en 1716, de la veguería se habían segregado Balaguer y Agramunt.

## La dinastía de Cominges-Couserans
Roger I de Cominges-Couserans, vizconde de Couserans. Segundo hijo de Bernardo III de Cominges y Laura de Toulouse. Casado con Cecilia de Foix, hija de Roger-Bernard I y de Cecilia Trencavel. Son padres de tres hijos, dos de los cuales fueron condes de Pallars en su totalidad:
1. Bernard de Cominges, conde de Pallars, casado en 1217 con Guillermina, condesa de Pallars-Sobira, hija de Artal IV, conde de Pallars-Sobira.
2. Roger II de Cominges-Couserans, que continúa esta rama.
3. Arnaud de Cominges, señor de Daumezan. Padre de al menos un hijo: Pedro, señor de Daumezan, en Foix.
Roger II de Cominges-Couserans, Casado con Cecilia, hija de Bertrand III, conde de Forcalquier y Cecilia de Beziers. Roger II  murió en 1257 y es padre de tres hijos:
1. Ramón de Cominges, vizconde de Couserans, sin descendencia.
2. Roger III de Cominges-Couserans, que continúa.
3. Arnaldo Roger de Cominges, conde de Pallars, Casado en 1281 con Irene Lascaris de Ventimiglie, hija de Eudoxia Láscaris de Nicea y Guillermo Pedro I de Ventimiglia. Son padres de tres hijas: Sibila de Cominges, condesa de Pallars, casada con Hugo de Mataplana; Beatriz de Cominges y Violeta de Cominges.
Roger III de Cominges-Couserans. Casado con Grise, señora de Montespan, hija de Arnaldo de España, señor de Montespán. Son padres de dos hijos:
1. Arnaldo de Cominges, vizconde de Couserans, conde de Pallars, vizconde de Villemur, señor de Montespán, que continúa.
2. Berenguela de Cominges, casada con Gerardo I, señor de Larboust (de la dinastía de Cominges).
Arnaldo I de Cominges-Couserans, vizconde de Couserans, conde de Pallars, vizconde de Villemur, señor de España. Casado en 1264 con Filipa de Foix, hija de Roger IV de Foix y Brunisenda de Cardona. Son padres de siete hijos:

## Condes de Pallars (siglos IX-XI)
- Ramón I de Pallars-Ribagorza (870-920)
- Lope I de Pallars (920-947)
- Isarn I de Pallars (920-948)
- Ramón II de Pallars (948- d de 995)
- Borrell I de Pallars (948-d de 995)
- Ermengol I de Pallars (d de 995-1010)
- Suniario I de Pallars (948-1011)

## El obispado de Pallars
El año 888, gracias a la actuación de Esclua, obispo intruso de Urgel y pretendido metropolitano de la Tarraconense, a instancias del conde Ramón I se creó el obispado de Pallars, cosa que significaba sustraer los territorios de Pallars y Ribagorza a la autoridad de los obispos de Urgel.
El sínodo de Urgel (892) obligó a Esclua a renunciar al obispado de Urgel; entonces, se reconoció que el obispado de Pallars subsistiría sólo en vida de su titular Adolfo de Pallars; así mismo, Ató de Pallars, hijo del conde Ramón I consiguió suceder a Adolfo y regir el obispado hasta su muerte, en el año 949; entonces, la diócesis pallaresa se extinguió y sus parroquias fueron reintegradas al obispado de Urgel.

## Sistemas de datación y jurisprudencia
En el siglo XI, los documentos de los condados pallareses se databan generalmente según el año de reinado del soberano de Francia, pero aparecen otros datados por la fecha del reinado del rey de Aragón; así en 1063 aparece un Factum iudicium in mense iunio, anno primo regnante Sancioni rege, Ranimiro regis filio ('Juicio hecho en el mes de junio, el año primero, reinando el rey Sancho, hijo del rey Ramiro'), que alude a los monarcas Sancho Ramírez y Ramiro I de Aragón. En 1095 otro documento se data por el reinado de Pedro I de Aragón, Alfonso VI de Castilla, Felipe I de Francia y los dos condes de Pallars (Artal y Raimundo). En el siglo XII tenemos suscripciones como la del 24 de enero de 1103, que menciona explícitamente  como rey a Pedro I de Aragón con la expresión regnante Petrus rex, o la del 24 de mayo de 1124 que indica regnante in Ribagorza Aldefunso rege et in comitatu Paliarensis Bernardo comite et Artallo similiter, donde el aludido es Alfonso I de Aragón el Batallador. No aparece, en cambio, ninguna datación de diplomas por el año de mandato del conde de Barcelona, que no se menciona nunca en la documentación. Los condes del Pallars Jussá como, por ejemplo, Arnau Mir eran feudatarios del rey de Aragón.
Tras los acuerdos de esponsales entre Ramiro II de Aragón y Ramón Berenguer IV de Barcelona para casar al conde barcelonés con la hija y heredera del reino de Aragón, la futura reina Petronila, comienzan a aparecer tras la unión dinástica de reino y condado que será conocida posteriormente como Corona de Aragón, dataciones por Raimundus Berengarius princeps Aragonensium et chomes Barchilonensium, es decir, por Ramón Berenguer IV como príncipe de Aragón y conde de Barcelona (por ese orden de titulación).
En este mismo sentido, la introducción de los Usatges de Barcelona como norma jurídica es tardía. En los siglos anteriores a la creación de la Corona de Aragón, se utilizó la ley gótica (lex gotica), lo cual incide en su independencia en relación con sus instituciones legales. 
En cuanto a la moneda, en Pallars circuló la moneda aragonesa en los siglos XI y XII o se pensó en cantidades de oro o plata en metálico según valores de cuenta por medidas jaquesas. Así, se puede leer en un testamento de 1100, que la condesa Valencia legó a la iglesia de San Pedro de Roma «17 onzas de oro de Jaca», o cómo en 1196 se precisa en un pago que se trataba de sueldos jaqueses.